# 杰克逊癫痫
杰克逊癫痫（英語：Jacksonian march, Jacksonian seizure）,是一种单纯型局部癫痫发作，其特点为：（1）仅发生在躯体一侧，（2）以一种可预测的模式进展，即从手指、大脚趾、嘴角的抽搐、刺痛感或麻木感开始，几秒后发展到整个手、脚或面部肌肉，故以“行军”类比。